# All My Loving (EP)
EPs par The Beatles
The Beatles (No. 1)
(1963) Long Tall Sally
(1964)
EPs américains des Beatles
Souvenir of Their Visit to America
(1963)
All My Loving est le quatrième EP britannique des Beatles. Il est composé de deux chansons de leur dernier album With the Beatles en tête des charts depuis la fin du mois de novembre 1963, et des deux faces B de leurs deux premiers singles.
L'EP sort en février 1964 et réussit à se classer en tête des ventes sur ce format avant d'être détrôné par l'opus suivant du groupe, Long Tall Sally au bout de huit semaines. Il se place également en 12e place dans les classements des ventes de singles.

## Histoire

### Enregistrement
Les quatre chansons de l'EP sont enregistrées sur une longue période comprise entre septembre 1962 et juillet 1963. En effet, tandis que deux sont enregistrées fin 1962 pour les besoins des deux singles du groupe, les deux autres attendent l'été 1963 et les sessions de préparation de l'album With the Beatles. La toute première chanson mis en boîte est donc P.S. I Love You, le 11 septembre 1962. Pour cette session, George Martin, déçu par la prestation de Ringo Starr lors des enregistrements précédents, fait appel à Andy White, un batteur professionnel. Le 26 novembre, et avec le retour du batteur du groupe, Ask Me Why est enregistrée pour paraître en face B du single Please Please Me.
Les deux autres chansons attendent plusieurs mois. La reprise de Money (That's What I Want) destinée à clore le nouvel album est enregistrée lors de la première journée de sessions pour celui-ci, le 18 juillet 1963. Outre les classiques guitares, un piano apparait sur cette chanson. George Martin se charge d'en jouer. Le 30 juillet, enfin, la chanson titre du LP, All My Loving, est mise en boîte.

### Parution et réception
S'ils passent aujourd'hui pour des éléments secondaires dans la discographie des Beatles, les EP occupent au début des années 1960 une place de choix dans les projets des maisons de disque. À une époque où la jeunesse, cible prioritaire pour les ventes de disques de rock, n'a bien souvent pas les moyens de s'offrir tous les albums qui sortent, mais ne veut pas se contenter des singles, des disques de quatre ou cinq pistes offrent un bon compromis. Plus encore, ils permettent de guider l'achat des consommateurs en leur donnant un échantillon de ce qu'ils retrouveront sur l'album s'ils l'achètent. Ainsi, il n'est guère étonnant que les premiers EP des Beatles connaissent un succès certain.
All My Loving sort ainsi le 7 février 1964, au Royaume-Uni, et au format mono uniquement (aucun des EP du groupe ne sort en effet en stéréo, ce format étant à l'époque très minoritaire, et trop cher pour le public populaire visé par les EP). Comme image, la pochette reprend tout simplement celle de With the Beatles, paru trois mois auparavant, mais plus contrastée qui permet d'apercevoir les épaules et le corps. Le disque est entraîné par sa chanson-titre, qui, selon le chroniqueur Richie Unterberger d’AllMusic, aurait fait un très bon single : la chanson s'est également illustrée en devenant la toute première chanson interprétée par le Beatles aux États-Unis, lors de leur passage au Ed Sullivan Show, ce même mois. L'EP entre dans les charts de sa catégorie le 8 février et s'y maintient durant 44 semaines, dont huit en première place (à partir du 29 février). Il y est détrôné par le nouvel EP du groupe (et le seul à contenir des chansons inédites) : Long Tall Sally. Il entre également dans les charts de singles, durant trois mois, et monte jusqu'à la 12e place.

## Analyse musicale
All My Loving, comme les précédents EP du groupe, propose sur chacune de ces faces une chanson calme et une chanson plus agitée. Ici, les deux chansons issues de With the Beatles sont assez relevées tandis que les deux faces B, également présentes sur l'album Please Please Me sont des ballades plus tranquilles. All My Loving, soutenu par son riff de guitare, est une chanson d'amour optimiste sur l'éloignement de l'être aimé et l'idée d'être bientôt réunis. Plus violent, Money (That's What I Want), seule reprise présente sur le disque, est une tentative de John Lennon pour recréer l'effet qu'il avait atteint avec Twist and Shout sur l'album précédent. Dans les deux cas, en effet, son chant particulièrement déchaîné clôt l'album.
À l'inverse, Ask Me Why, chantée par ce même Lennon, est une déclaration d'amour plus posée. P.S. I Love You, dans le même ton feutré, est une ballade composée par Paul McCartney quelques années auparavant. Il s'agit d'une déclaration d'amour chantée sous forme de lettre.

## Fiche technique

### Liste des chansons
| 1. | All My Loving | Lennon/McCartney | Paul McCartney | 2:10 |
| 2. | Ask Me Why    | Lennon/McCartney | John Lennon    | 2:28 |

| 3. | Money (That's What I Want) | Janie Bradford/Berry Gordy | John Lennon    | 2:52 |
| 4. | P.S. I Love You            | Lennon/McCartney           | Paul McCartney | 2:26 |

### Interprètes
- John Lennon : chant, guitare rythmique
- Paul McCartney : chant, guitare basse
- George Harrison : chœurs, guitare solo
- Ringo Starr : batterie, maracas
- Andy White : batterie (sur P.S. I Love You)
- George Martin : piano

### Équipe de production
- George Martin : producteur
- Ron Richards : producteur
- Norman Smith : ingénieur du son
- Richard Langman : ingénieur du son
- Geoff Emerick : ingénieur du son